# Plan cul (film)
Pour le sens de l'expression familière « plan cul », voir coup d'un soir.
Pour plus de détails, voir Fiche technique et Distribution.
Plan cul est un court métrage français d'Olivier Nicklaus diffusé en 2009 sur Canal+.

## Synopsis
Dans un quart d'heure, Olivier reçoit un « plan cul ». Mais est-ce vraiment si simple ?

## Fiche technique
- Réalisation : Olivier Nicklaus
- Scénario : Olivier Nicklaus et Rebecca Zlotowski
- Direction artistique : Luc Arbona
- Chef opérateur : David Chizallet
- Ingé son : Grégory Le Maître
- Montage : Jean-Marc Manivet
- Musique : Chateau Marmont
- Producteur : Jean-Christophe Reymond pour Kazak Productions
- Diffusion : Canal+
- Durée : 12 minutes
- Format : HD
- Année : 2009

## Distribution
- Olivier Nicklaus : Olivier
- Marilyne Canto : Marilyne
- Lolita Chammah : Lolita
- Mata Gabin : Mata
- François Sagat : François
- Sébastien Haddouk : Sébastien
- Valentin Turchi : Valentin

## Distinctions
Prix du meilleur court métrage au Festival GLBT de Turin en mai 2011, et sélectionné au Festival Côté Court de Pantin en juin 2010, au Festival CNG de Lyon en septembre 2010, au Festival international d'Ourense en octobre 2010, au Festival Chéries Chéris de Paris en novembre 2010, au Festival Next de Bucarest en avril 2011, au Festival de Dresde en avril 2011, au Festival Queer Lisboa de Lisbonne en septembre 2011, au Festival LesGaiCineMad de Madrid et au Festival Pink Screens de Bruxelles en novembre 2011.

## Commentaire
- François Sagat joue ici son premier rôle non-pornographique.